# Низамов, Рашит Курбангалиевич
Рашит Курбангалиевич Низамов (род. 23 мая 1957, Буинск, Татарская АССР, СССР) — доктор технических наук, профессор. Заслуженный работник высшей школы Российской Федерации (2022). Ректор Казанского государственный архитектурно-строительного университета (с 2008 года), депутат Казанской городской Думы (2015—2020).

## Биография
Рашит Низамов родился 23 мая 1957 года в Буинске. В 1979 году окончил факультет строительных технологий Казанского инженерно-строительного института (КИСИ) по специальности «Производство строительных изделий и конструкций».
С 1979 по 1986 год работал ассистентом по курсу инженерной графики в филиале Казанского химико-технологического института (КХТИ) в Нижнекамске.
В 1989 году окончил аспирантуру КИСИ. В 1989—1993 годах — ассистент, старший преподаватель, доцент кафедры техники и физики низких температур (ТФHТ) Нижнекамского филиала Казанского химико-технологического института. С 1994 года доцент кафедры технологии строительных материалов, изделий и конструкций Казанского государственного архитектурно-строительного университета (КГАСУ).
В 1996 году назначен заместителем руководителя сертификационного испытательного центра «Татстройтест».
С 2001 по 2008 год — декан строительно-технологического факультета КГАСУ. В 2007 году защитил диссертацию на соискание ученой степени доктора технических наук на тему «Поливинилхлоридные композиции строительного назначения с полифункциональными наполнителями».
С апреля 2008 года — профессор кафедры технологии строительных материалов, изделий и конструкций.
12 сентября 2008 года, набрав 85 из 160 голосов, избран ректором Казанского государственного архитектурно-строительного университета. 7 октября Рашит Низамов официально вступил в должность ректора КГАСУ. В 2013 переизбран ректором на второй срок, а в 2018 на третий срок.
В 2015 году избран депутатом Казанской городской Думы.
6 марта 2022 года после вторжения России на Украину подписал письмо в поддержу действий президента Владимира Путина.

## Награды
- Заслуженный работник высшей школы Российской Федерации (17 ноября 2022 года) — за заслуги в научно-педагогической деятельности, подготовке квалифицированных специалистов и многолетнюю добросовестную работу[5]
- Медаль «В память 1000-летия Казани» (2010)
- Почётная грамота Президента Российской Федерации (25 мая 2020 года) — за заслуги в научно-педагогической деятельности, подготовке высококвалифицированных специалистов и многолетнюю добросовестную работу[6][7]
- Почётное звание «Заслуженный деятель науки Республики Татарстан» (2011)
- Благодарность Президента Республики Татарстан (2012)
- Почётное звание «Почётный работник сферы образования Российской Федерации» (2017)
- Знак отличия «За труд и доблесть на благо Казани» (2017)
- Медаль «За доблестный труд» (2017)
- Медаль «100-летие образования ТАССР»[8]

## Книги и публикации[9]
- Полифункциональные наполнители для поливинилхлоридных композиций строительного назначения / Низамов Р. К. // Строительные материалы. 2006. № 7. С. 68-70.
- Поливинилхлоридные материалы, модифицированные термоэластопластами / Низамов Р. К., Нагуманова Э. И., Абдрахманова Л. А., Хозин В. Г. // Известия казанского государственного архитектурно-строительного университета. 2006. № 1 (5). С. 8-11.
- Технические лигнины — перспективные модификаторы полимерных строительных материалов на основе поливинилхлорида / Низамов Р. К., Галимов Э. Р., Нагуманова Э. И. // Известия Казанского государственного архитектурно-строительного университета. 2006. № 1 (5). С. 20-22.
- Исследование градиентных материалов на основе ПВХ и диглицидилового эфира 1,4-бутандиола / Исламов А. М., Закирова Г. В., Фахрутдинова В. Х., Абдрахманова Л. А., Низамов Р. К. // Известия Казанского государственного архитектурно-строительного университета. 2018. № 3 (45). С. 189—195.
- Защитная эффективность водорастворимых ингибиторов коррозии / Гайдар С. М., Низамов Р. К., Голубев М. И., Голубев И. Г. // Вестник Мордовского университета. 2018. Т. 28. № 3. С. 429—444.